# Mohammad Ali Khan
Mohammad Ali Khan Zand (1760 circa – Shiraz, 1779) fu il secondo Scià della Dinastia Zand di Persia, al potere dal 6 marzo 1779 al 19 giugno 1781.
Dopo la morte dello Scià Karim Khan nel 1779, l'Impero Persiano si disintegrò di nuovo. Il fratello di Karim Khan, Zaki Khan dichiarò Mohammad `Ali, secondogenito di Karim Khan e, quindi suo nipote, secondo regnante della Dinastia Zand. Poco dopo, il fratello maggiore, Abol Fath Khan fu associato al trono.
Mohammad Ali Khan morì a causa di un attacco di cuore dopo soli cinque mesi di regno. Il fratello, Abol Fath, già co-regnante, assunse quindi pieni poteri.